# Vergebung
Vergebung (griechisch: ἄφεσις, lateinisch: remissio; englisch: forgiveness) ist ein Verhaltensmuster, mit dem Personen auf verletzendes Verhalten reagieren. Die genaue Definition von Vergebung ist genauso wie die Abgrenzung von Verzeihung umstritten.
Für die Diskussion in der Psychologie siehe Vergebung (Psychologie).

## Vergeben und Verzeihen: Begriffe
Vergebung ist die Überwindung negativer Gefühle und Einstellungen gegenüber einer Person, von der man verletzt wurde. Diese seit der Zeit der europäischen Aufklärung nachweisbare Bestimmung von zwischenmenschlicher Vergebung wird üblicherweise auf Joseph Butler zurückgeführt. Sie prägt bis heute das alltägliche Verständnis in westlichen Kulturen. In einigen anderen Kulturen spielen die Emotionen des Individuums im durchschnittlichen Verständnis von Vergebung eine geringe Rolle. In Texten aus der europäischen Antike und aus der Bibel sind kaum Hinweise zu finden, dass Vergebung in früheren Zeiten als mentaler Vorgang angesehen wurde, Deshalb wird der Anspruch, mit diesem Verständnis werde eine allgemein gültige Definition geliefert, schon seit längerem hinterfragt. Ein mit diesem Ansatz konkurrierendes Verständnis, das zwischenmenschliche Vergebung von der Reue der Person, der vergeben werden soll, abhängig macht und Reue dabei als ausdrückliches Eingeständnis der eigenen Schuld versteht, findet sich in der europäischen Geistesgeschichte jedoch auch erst in der Neuzeit, und ist in anderen Kulturen ebenfalls nicht von tragender Bedeutung. In umfangreichen Debatten in Psychologie, Philosophie, Theologie und Religions- und Kulturwissenschaften zeigt sich eine solche Bandbreite von möglichen Bedeutungen, dass es fraglich erscheint, ob eine einzige Definition alle wesentlichen Merkmale erfassen kann. Je nachdem, welche Situationen im Blick sind, werden unterschiedliche Aspekte von Vergebung in den Vordergrund gerückt.
Neuere Forschung weist darauf hin, dass sich jedes Verständnis von Vergebung zwischen den kulturellen Polen Individualismus und Kollektivismus bewegt, seine soziokulturellen Voraussetzungen von relativer Stabilität bis hin zu umfassender Traumatisierung reflektieren muss und die Dynamiken, die in innerkulturellen Entwicklungen und in interkulturellen Konflikten liegen zu beachten hat: Zwei Achtzehnjährige aus verschiedenen Kulturen verhalten sich möglicherweise in einer Situation, die in beiden Kulturen durch Vergebung gelöst wird, auf so verschiedene Weise, dass die eine Person nicht erkennt, ob die andere gerade vergibt oder nicht vergibt. Aber auch eine 28-jährige und eine 88-jährige Person aus derselben Kultur teilen nicht immer dasselbe Verständnis, zum Beispiel, wenn die ältere Person noch gewohnt ist, dass in jedem Fall die jüngere als gesellschaftlich niedriger Stehende um Vergebung bittet (insbesondere auch wenn der Fehler nicht bei ihr lag) oder in ihrem Verständnis von Reue neben der verbalen Bekundung ein sichtbarer körperlicher Ausdruck, zum Beispiel das Niederknien, notwendig ist. Und selbst bei zwei gleichaltrigen Personen aus derselben Kultur mit ähnlicher Biographie kann nicht ohne weiteres von einem vergleichbaren Verständnis von Vergebung ausgegangen werden.
Seit der Antike belegt ist Vergebung in religiösen Zusammenhängen als Handeln Gottes. In den monotheistischen Religionen Judentum, Christentum und Islam gilt Vergebung als herausragende Eigenschaft Gottes: Im Judentum bildet die Vergebung der Sünden das Zentrum des höchsten Feiertags Jom Kippur. Im Christentum gehört sie laut der altkirchlichen Glaubensbekenntnisse Nizänum und Nicäno-Konstantinopolitanum zum unverzichtbaren Kern und stellt in der westlichen (lateinischen, abendländischen) Christenheit die Mitte von Taufe, Abendmahl und Beichte dar. Im Islam sind der Verzeiher und der Vergeber der Sünden zwei der 99 Schönen Namen Allahs, die als Synonyme für „Allah“ verwendet werden.
Im Gegensatz zum jüdischen Tanach wird in den heiligen Schriften von Christentum und Islam, im Markusevangelium im Neuen Testament und in Sure 4 im Koran, ausdrücklich eine Grenze der göttlichen Vergebung benannt, die eine Sünde, die nicht vergeben werden wird.
Weil der Begriff Vergebung so stark religiös konnotiert ist, dass bei seinem Gebrauch permanent der Resonanzraum des Religiösen mitschwingt, wird er in manchen Diskussionen durch das Wort Verzeihen ersetzt. Im alltäglichen deutschen Sprachgebrauch sind die Worte vergeben und verzeihen in bestimmten Kontexten austauschbar, in anderen unterscheidet sich die Bedeutung. Eine begriffliche Unterscheidung zwischen Vergeben und Verzeihen hat sich in der Fachliteratur nur bei Einzelthemen, etwa der Frage nach dem Verzeihen des Unverzeihlichen, aber nicht generell durchsetzen können.

## Abgrenzung von anderen Handlungsmustern
Wer ein Fehlverhalten vergibt, erinnert sich daran, wenn es sich um Vergangenes handelt, oder nimmt es bewusst zur Kenntnis, wenn es sich um gegenwärtiges Verhalten handelt. Er hält das Fehlverhalten nicht für vernachlässigbar und unerheblich, er ist nicht bereit, es stillschweigend zu akzeptieren, und sieht keine Gründe, die das Verhalten entschuldigen.
Demnach setzt Vergebung ein hohes Maß an emotionaler Intelligenz voraus, denn der Vergebende muss sich sowohl in den Anderen hineinversetzen können als sich auch seiner eigenen Emotionen bewusst werden. Die verständnisvolle Annahme eines möglichen Irrtums, fehlender Besonnenheit, blinden Gehorsams oder unmoralischen Verhaltens dürfen dabei jedoch nicht als Einverständnis in die Tat gewertet werden. Es handelt sich stattdessen um Verständnis für die Person als solche, ungeachtet ihrer Fehler.
Vergebung ist nicht möglich, wenn auf ein Fehlverhalten mit
- Nachsicht (die ein Fehlverhalten erkennt, es aber als nicht erheblich beurteilt),
- entschuldigendem Verzeihen (das die Verantwortung für ein nicht vernachlässigbares Fehlverhalten aufgrund bestimmter Umstände abschwächt oder negiert),
- Duldung (die ein Fehlverhalten fortgesetzt ohne Widerspruch und Widerstand schweigend hinnimmt und damit faktisch akzeptiert),
- Ignorieren (wenn jemand sich bewusst oder unbewusst weigert, das Fehlverhalten zur Kenntnis zu nehmen),
- Vergessen (wenn die Erinnerung an das schädigende Verhalten nicht mehr vorhanden ist)

reagiert wird.
Vergebung darf auch nicht mit Versöhnung gleichgesetzt werden, die darauf zielt, dass in einer Beziehung beide Parteien schuldig geworden sind, sich gegenseitig vergeben haben und nun miteinander eine von sämtlichen gegenseitigen Verletzungen unbelastete gemeinsame Zukunft erstreben.
Vergebung unterscheidet sich auch von der Begnadigung eines Täters aufgrund der Gnadenbefugnis. Der Bundespräsident kann eine Begnadigung aussprechen, egal ob er der Person persönlich vergeben hat oder nicht. Und umgekehrt kann er einer Person persönlich vergeben, ohne es deshalb für richtig zu halten, sie zu begnadigen.

## Vergebung in den Religionen
Vergebung ist in verschiedenen Religionen für die Beziehungen zwischen Gott/Göttern/höheren Wesen und Menschen von besonderer Bedeutung. Auch in zwischenmenschlichen Beziehungen hat sie häufig einen hervorgehobenen Stellenwert. Der Gebrauch des Wortes 'Vergebung' in religiösen Zusammenhängen ist nicht einheitlich, sondern zeigt unterschiedliche, zum Teil selbst innerhalb einer Religion widersprüchliche Konzepte.

### Abrahamitische Religionen
Vergebung gilt im Judentum, im Christentum und im Islam als wesentliche Eigenschaft des einen Gottes (Monotheismus). Auf die positive Bedeutung der Vergebung Gottes für das Leben der Gläubigen und ihre Beziehung zu Gott und untereinander wird großer Wert gelegt. In allen drei Religionen ist Vergebung Grundelement der Anthropologie: Dass Gott Menschen vergibt, ist grundlegend für das Verhältnis zwischen Menschen und Gott. Für das Selbstverständnis der Gläubigen, wie es in den Heiligen Schriften dokumentiert ist, ist das Erlebnis, dass Gott ihnen vergeben hat, elementar und unverzichtbar. Daraus folgt in allen drei Religionen, dass für das Verhalten der Gläubigen untereinander und gegenüber anderen Menschen Vergebung zentrale Bedeutung hat. Jemand, der vergibt, handelt in Entsprechung mit dem offenbarten Wesen, Willen und Handeln Gottes. Die Bedeutung von Vergebung als Eigenschaft und Wille Gottes steht offensichtlich in großer Spannung zu anderen Aussagen, die vom Zorn Gottes, seiner Rache und Vergeltung sprechen, und zu den in allen drei Religionen sichtbaren Grenzen zwischenmenschlicher Vergebung. Die für manche Menschen wichtige Vorstellung, dass man auch sich selbst vergeben kann, ist nicht Teil der Aussagen über Vergebung in den Heiligen Schriften von Judentum, Christentum und Islam. Vergebung wird dort ausschließlich als Geschehen zwischen unterschiedlichen Personen verstanden.
In allen drei Religionen gibt es insbesondere seit der Aufklärung – vor allem von der Seite liberaler Theologie (Liberales Judentum, Liberale Theologie) – Kritik an der grundlegenden Bedeutung der Vergebung Gottes für das Verhältnis von Gott und Mensch, unter anderem, weil der damit verbundene Begriff der Schuld bzw. Sünde als zunehmend problematisch empfunden wird. Die Versuche, ein Gottesverständnis zu formulieren, in dem Vergebung nur noch eine untergeordnete oder überhaupt keine Bedeutung mehr hat, sind zahlreich. Auf die Frage, warum zwischenmenschliche Vergebung zentrale Bedeutung haben sollte, wenn sie für das Verhältnis von Gott und Mensch nicht zentral ist, wird in diesen Konzeptionen nicht mehr mit dem Verweis auf die Eigenschaften Gottes und das eigene Erleben der Vergebung Gottes geantwortet, sondern auf andere Gründe verwiesen, die häufig der Philosophie oder Psychologie entstammen.

#### Christentum
Das Christentum lehrt die Versöhnung zwischen Gott und Mensch, indem Gott den Menschen durch Jesus Christus entgegenkam:

„Petrus antwortete ihnen: Kehrt um und jeder von euch lasse sich auf den Namen Jesu Christi taufen zur Vergebung seiner Sünden; dann werdet ihr die Gabe des Heiligen Geistes empfangen.“

„So sei euch nun kundgetan, liebe Brüder, dass euch durch ihn Vergebung der Sünden verkündigt wird; und in all dem, worin ihr durch das Gesetz des Mose nicht gerecht werden konntet, ist der gerecht gemacht, der an ihn glaubt.“

„Und er ist die Versöhnung für unsre Sünden, nicht allein aber für die unseren, sondern auch für die der ganzen Welt.“

Das Vaterunser enthält die Bitte um Vergebung:

„Und vergib uns unsere Schuld, wie auch wir vergeben unsern Schuldigern.“

Die anschließende Erläuterung betont die Wichtigkeit, anderen Menschen zu vergeben – indem die Vergebung durch Gott davon abhängig gemacht wird. Wenn ein Mensch anderen vergebe, so gebe er das von Gott Empfangene weiter und praktiziere „Evangelium im Kleinen“, denn auch das Vergeben unter Menschen geschehe „aus Gnade“, ohne dass der Andere die Vergebung verdient hätte.
Jesus forderte das Vergeben nicht nur von seinen Jüngern, sondern praktizierte es auch selbst. Er bat in seinen letzten Worten am Kreuz um Vergebung für seine Feinde:

„Jesus aber sprach: Vater, vergib ihnen; denn sie wissen nicht, was sie tun!“

Die Gläubigen sollen sich gegenseitig vergeben:

„Ertragt einer den andern und vergebt euch untereinander, wenn jemand Klage hat gegen den andern; wie der Herr euch vergeben hat, so vergebt auch ihr!“

Die jesuanische Ethik fordert dabei eine unbegrenzte Versöhnungsbereitschaft, also auch dann, wenn auf ein wiederholtes Angebot von Vergebung keine Resonanz erfolgt.

„Da trat Petrus zu ihm und fragte: Herr, wie oft muss ich meinem Bruder vergeben, wenn er sich gegen mich versündigt? Siebenmal? Jesus sagte zu ihm: Nicht siebenmal, sondern siebenundsiebzigmal.“

Nach Martin Luther ist die Vergebung der Sünden geradezu die Hauptaufgabe der Kirche. So schrieb er im Großen Katechismus von 1529/30 im dritten Artikel des zweiten Hauptstückes Der Glaube über den Heiligen Geist:

„Darum ist alles in der Christenheit dazu bestimmt, dass man da täglich durch Wort und Zeichen lauter Vergebung der Sünden hole, um unser Gewissen zu trösten und aufzurichten, solange wir hier leben. So macht es der Heilige Geist, dass, obgleich wir Sünde haben, sie uns doch nicht schaden kann. Denn wir leben in der Christenheit, in der lauter Vergebung der Sünden ist, in dem doppelten Sinn, dass uns Gott vergibt, und dass wir uns untereinander vergeben, tragen und aufhelfen.“

### Hinduismus
Mahatma Gandhi gab zu bedenken, dass eine abhängige Person nicht verzeihen könne, da sie unfrei handle. Er schrieb auch: „Gewaltfreiheit ist bedeutungslos, wenn sie von einer hilflosen Kreatur ausgeht. Eine Maus wird einer Katze kaum vergeben, wenn sie es zulassen muss, von ihr in Stücke zerrissen zu werden.“
Im Mahabharata, neben dem Ramayana eines der großen hinduistischen Epen, wird die Vergebung im Buch 3, Kapitel 29 als größte Tugend betrachtet. Es heißt: „Vergebung ist Brahma, Wahrheit, asketischer Verdienst und dessen Bewahrung, Askese, Heiligkeit und der Zusammenhalt des Universums.“

### Südpazifische Religionen
Eine besondere Form der Vergebung ist Hoʻoponopono, ein psycho-spirituelles Verfahren der traditionellen Hawaiier. Seine Anwendung reicht weit über achthundert Jahre zurück. Als eine geistige Reinigung dient Hoʻoponopono einer Korrektur von Fehlverhalten. Durch Aussprache (bis zur Beichte), gegenseitiges Bereuen und Vergeben in versöhnlicher, friedlicher Weise wird zur Konfliktlösung (einschließlich Lossprechung) beigetragen, dabei bis zur praktizierten Feindesliebe reichend. Traditionell wurde das Verfahren, bei dem alle an einem Problem beteiligten Personen anwesend waren (im Geiste auch die Ahnen), durch einen Kahuna (Heilpriester, ähnlich einem Schamanen) geleitet. Die zur Mithilfe angerufenen höheren Wesen waren vorwiegend Naturgeister, aber auch ein Familiengeist, genannt ’aumakua.
Moderne Formen, die Kahuna Morrnah Simeona begründet hat, können allein durchgeführt werden. Da bei ihr die Reinigung unter der Schirmherrschaft des Schöpfers abläuft, soll auch eine Befreiung des Menschen von der Unwissenheit seiner göttlichen Herkunft erreicht werden. Sowohl bei traditionellen als auch bei modernen Formen hawaiischen Ursprungs gehören Mantras nicht dazu.

## In der Popkultur
Peter Gabriel nennt Nelson Mandela und Desmond Tutu und die internationale Organisation The Elders in dem Liedtext des Liedes Live and Let Live, das 2023 auf dem Album i/o erschien. Das Lied hat Vergebung zum zentralen Thema. Gabriel beruft sich dabei auf die genannten Personen und ihre Ideen und Aussagen und baut auf einer Aussage aus Mandelas Autobiografie Der lange Weg zur Freiheit auf.
Über den Ursprung des Liedes sagte Gabriel:

„Musik kann wie eine Schachtel mit Stimmungspillen sein, mit denen wir uns selbst behandeln können, und ein großer Teil der Arbeit des Reverberation-Projekts konzentriert sich auf diese Art von Idee. Als jemand vorschlug, dass Vergebung ein Thema sein könnte, über das ich schreiben könnte, dachte ich zunächst: „Das interessiert mich nicht“, aber dann erinnerte ich mich an zwei Dinge. Erzbischof Desmond Tutu, der Vorsitzende von The Elders und ein echter Mentor für mich, leitete die Wahrheits- und Versöhnungskommission in Südafrika, und das ermöglichte es den Menschen dort wirklich, einige der Schrecken der Apartheid-Ära aufzudecken, darüber zu berichten und vielleicht wieder zu fühlen. Ich erinnere mich, dass er immer sagte, dass es einen großen Unterschied macht, zuzuhören und dafür zu sorgen, dass die Menschen sich gehört und anerkannt fühlen. Und manchmal schuf dies auch einen Raum für Vergebung.“

Nelson Mandela schreibt:

„Während der langen, einsamen Jahre [im Gefängnis] wurde aus meinem Hunger nach Freiheit für mein eigenes Volk der Hunger nach Freiheit für alle Völker, ob weiß oder schwarz. Ich wusste so gut, wie ich nur irgend etwas wusste, dass der Unterdrücker genauso befreit werden muss wie der Unterdrückte. Ein Mensch, der einem anderen die Freiheit raubt, ist ein Gefangener des Hasses. Er ist eingesperrt hinter Gittern von Vorurteil und Engstirnigkeit. Ich bin nicht wahrhaft frei, wenn ich einem anderen die Freiheit nehme, genauso wenig wie ich frei bin, wenn mir meine Freiheit genommen ist. Der Unterdrückte und der Unterdrücker sind in gleichen Maßen ihrer Menschlichkeit beraubt. Als ich das Gefängnis verließ, sah ich es als meine Aufgabe, beide, den Unterdrücker und den Unterdrückten, zu befreien.“

Einfach ausgedrückt befasst sich das Lied mit der Grundhaltung von Vergebung als Schlüssel zur Menschlichkeit und Freiheit an sich und als Gegenmittel zu Gewalt und Hass.